# Hordeum cordobense
Hordeum cordobense là một loài thực vật có hoa trong họ Hòa thảo. Loài này được Bothmer, N.Jacobsen & Nicora mô tả khoa học đầu tiên năm 1980.